# Ermafrodito dormiente

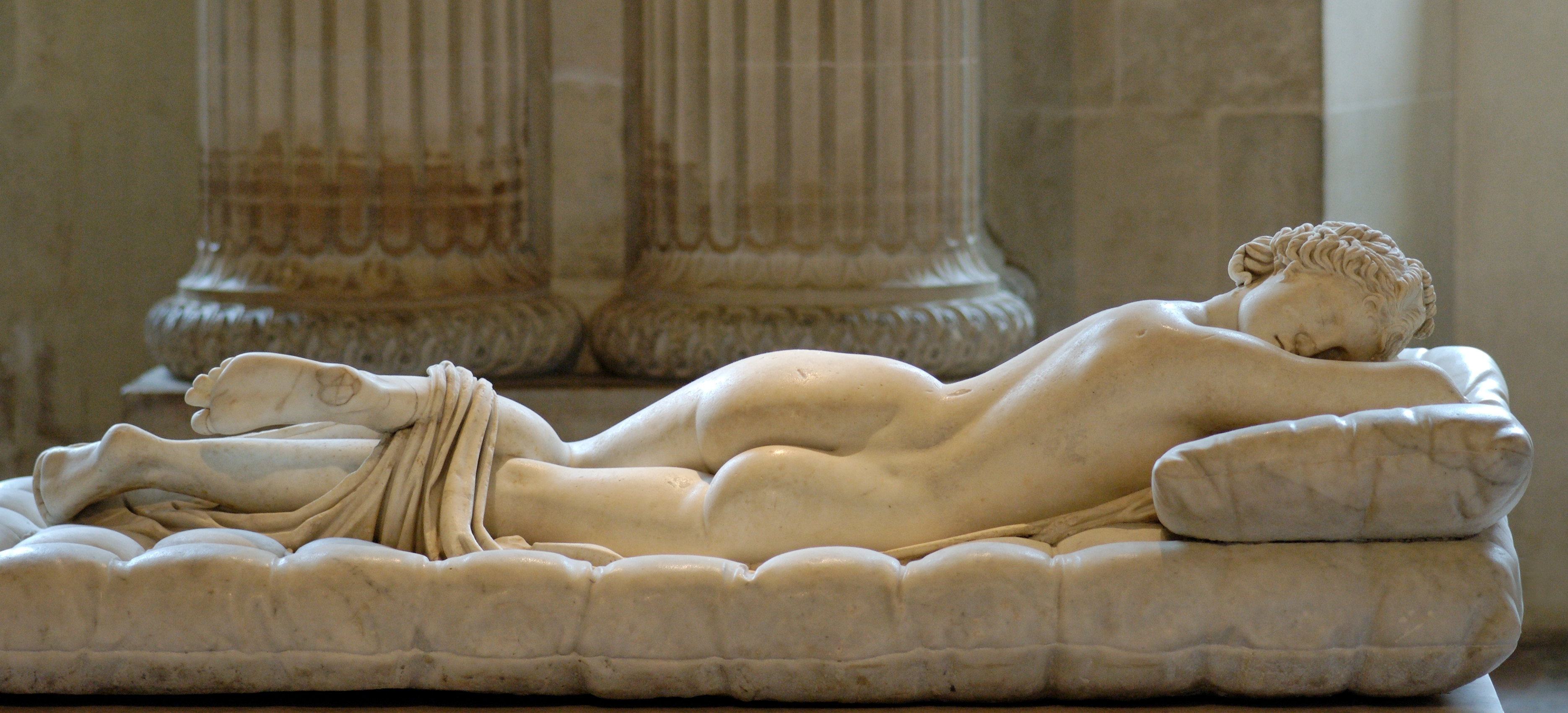
L'Ermafrodito Borghese. Marmo greco, copia romana del II secolo d. C. da un originale ellenistico del II secolo a.C., restaurato nel 1619 da David Larique. Materasso in marmo di Carrara realizzato da Gianlorenzo Bernini nel 1619 su richiesta del cardinale Borghese. 1,69 m

L'Ermafrodito dormiente è una scultura in marmo raffigurante il personaggio della mitologia greca Ermafrodito, figlio di Ermes e Afrodite, a grandezza naturale. Ne esistono numerosi esemplari antichi e copie moderne; la più celebre è quella oggi al museo del Louvre, in cui la statua giace su un materasso appositamente scolpito da Gian Lorenzo Bernini.

## Storia
Il modello deriva dalle antiche raffigurazioni di Venere e di altri nudi artistici femminili, e in parte dalle contemporanee rappresentazioni ellenistiche femminilizzate del dio Dioniso/Bacco. Si tratta di un soggetto più volte ripetuto durante l'ellenismo e nell'antica Roma, a giudicare anche dal numero cospicuo di versioni che sono sopravvissute.
Il primo esemplare rinvenuto in età moderna, scoperto a Santa Maria della Vittoria a Roma, fu subito rivendicato e quindi acquisito dal cardinale Scipione Caffarelli-Borghese e divenne parte della sua collezione. A seguito della campagna d'Italia (1796-1797), fu successivamente venduto agli occupanti francesi, che lo trasferirono al museo del Louvre, dove ancor oggi si trova insieme alle altre opere oggetto di spoliazioni napoleoniche. 
Quest'Ermafrodito è una copia romana imperiale di buona fattura, ispirato da un originale in bronzo di uno dei due scultori greci denominati Polycles (probabilmente "il Giovane" del II secolo a.C.); la scultura originale, che sarebbe databile a circa il 155 a.C., è stata anche menzionata nella Naturalis historia di Plinio il Vecchio.

## L'esemplare Borghese
L'antica scultura fu rinvenuta nei primi anni del XVII secolo, portata alla luce all'interno del parco di "Santa Maria della Vittoria", nei pressi delle terme di Diocleziano e al limitare degli antichi Horti Sallustiani; il ritrovamento fu fatto durante il periodo dei lavori di costruzione della chiesa, dal momento in cui si stavano scavando le fondamenta nel 1608 a quando veniva piantata la palmetta.
L'opera fu immediatamente mostrata a uno dei maggiori intenditori d'arte del momento, il cardinal Borghese, che in cambio della concessione della statua permise al proprio architetto personale, Giovanni Battista Soria, di contribuire nei lavori di edificazione della chiesa, facendogli terminare la facciata (anche se solamente sedici anni dopo). Nella sua nuova Villa Borghese intanto il cardinale allestiva una sala espressamente dedicata al suo Ermafrodito.

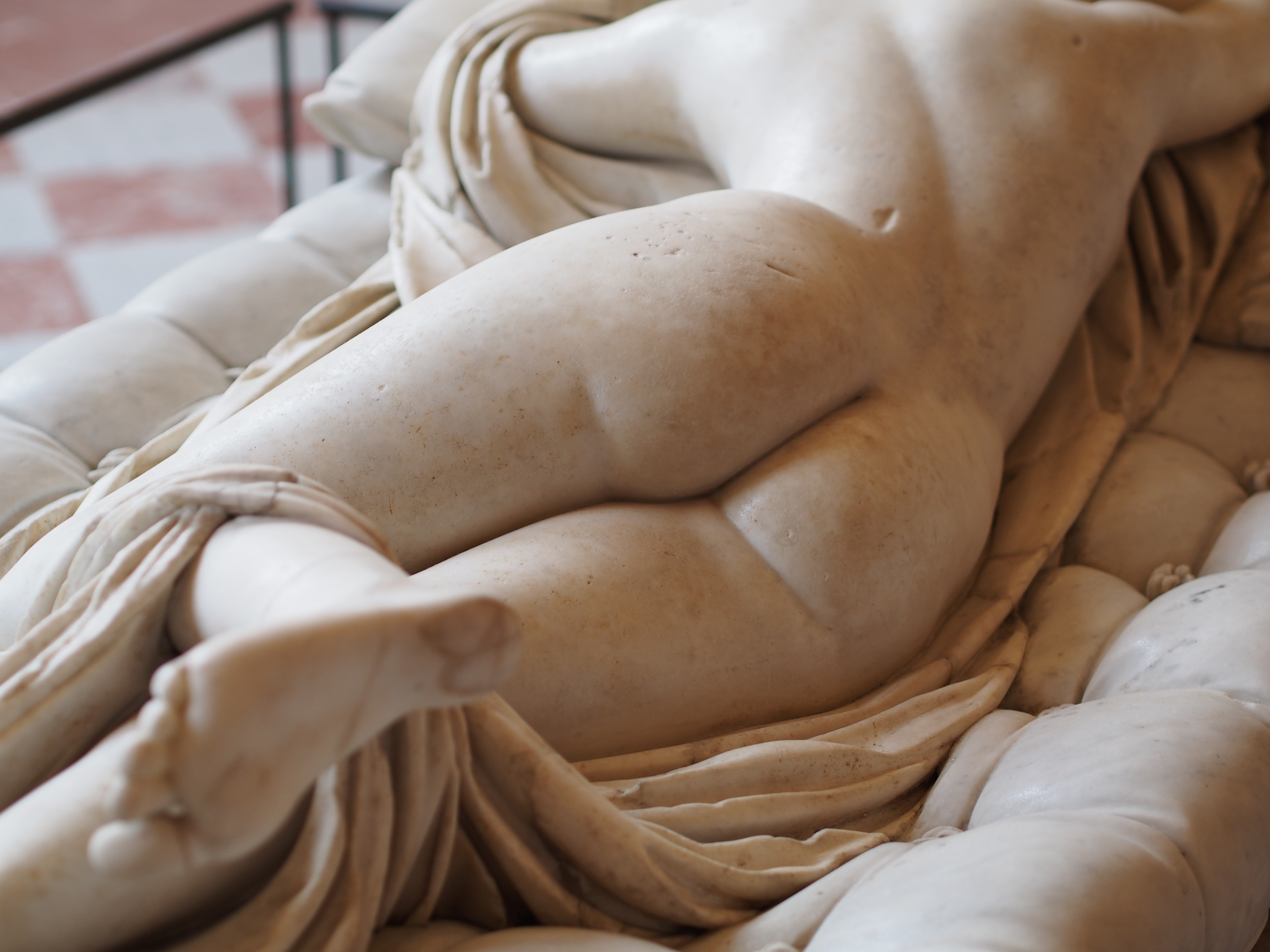
Vista da dietro

Nel 1620 il giovanissimo Bernini, scultore allora pupillo del Borghese, fu pagato 60 scudi per creare il letto di marmo su cui Ermafrodito sta adagiato: la resa è sorprendentemente realistica, tanto che a un primo sguardo gli osservatori sono inclini a crederlo reale.
La scultura fu in seguito acquistata nel 1807, assieme a molti altri pezzi della stessa collezione, dal principe Camillo Filippo Ludovico Borghese che aveva sposato Paolina Bonaparte, e venne quindi trasferita al Louvre.

## Esemplari antichi
Un esemplare risalente al II secolo fu ritrovata nel 1781 e ha in seguito preso il posto, all'interno della Galleria Borghese, della prima versione rinvenuta. 
Una terza variante in marmo è stata scoperta nel 1880, durante i lavori di costruzione per fare di Roma la nuova capitale dell'Italia unita; questa si trova oggi in mostra al Museo nazionale romano di Palazzo Massimo, situato nel palazzo Massimo alle Terme.

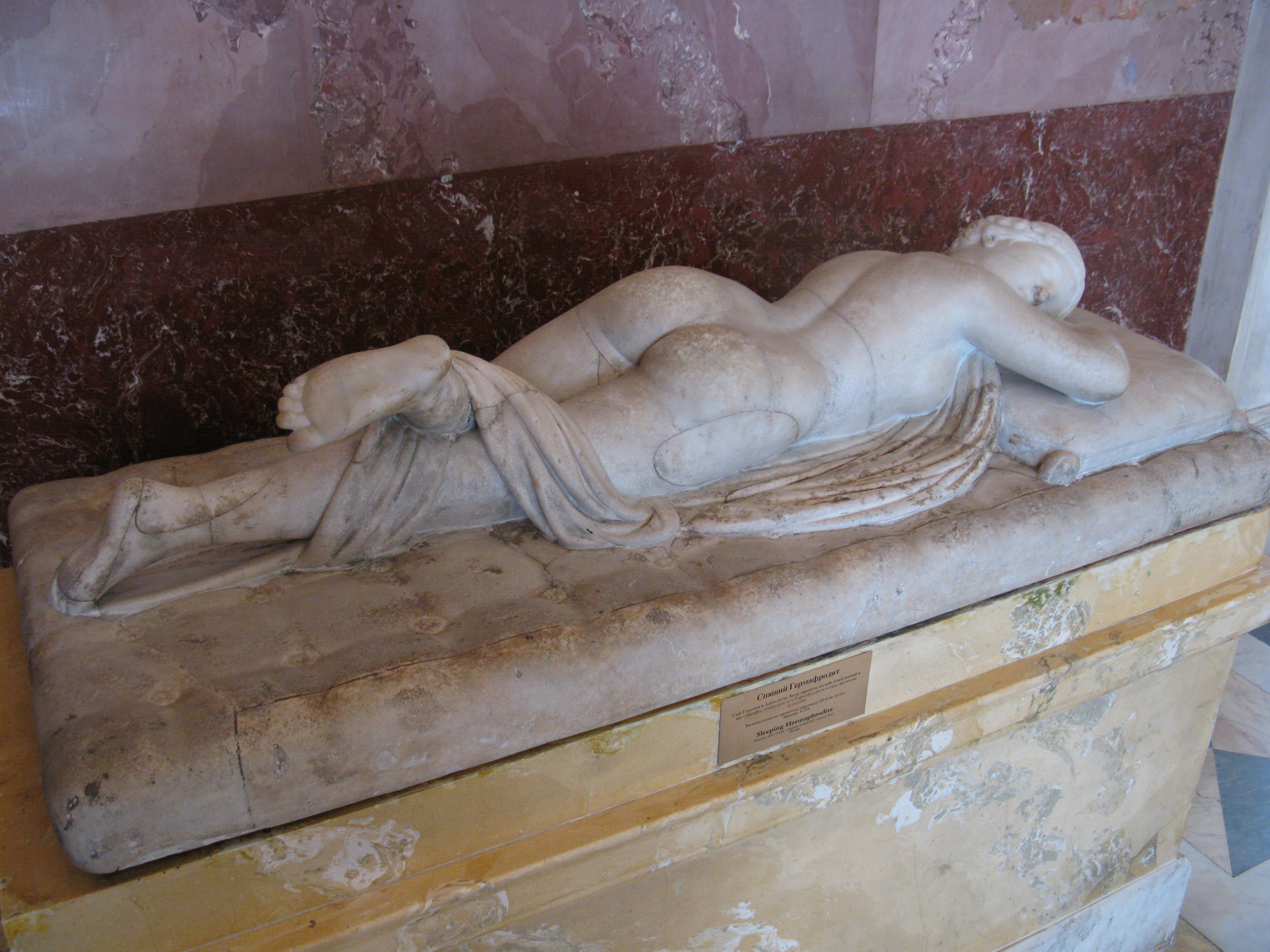
Copia dell'Ermitage

Ulteriori esemplari antichi si possono ammirare presso la galleria degli Uffizi a Firenze, al Louvre-Lens e all'Ermitage di San Pietroburgo.

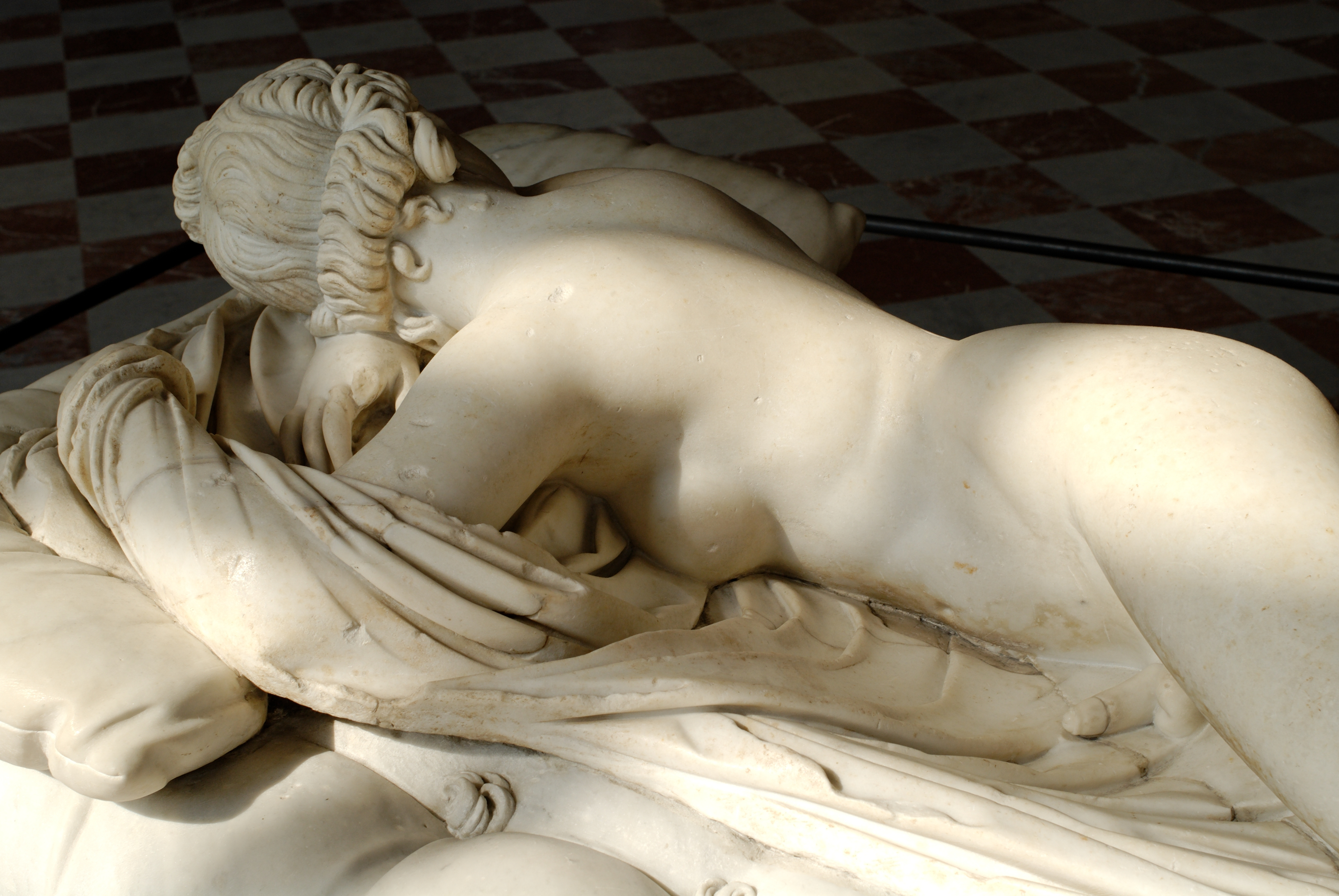
Vista da davanti

## Copie moderne
Molte copie furono subito prodotte a partire dal XVII secolo, in una certa varietà di grandezze. Alcune in bronzo per Filippo IV di Spagna, ordinate da Diego Velázquez e ora al museo del Prado; la composizione dell'Ermafrodito ha chiaramente influenzato il pittore spagnolo per la sua Venere Rokeby. Un'altra versione secentesca in marmo fu commissionata a Martin Carlier dalla corte reale francese di Versailles.
Una copia in bronzo su scala ridotta fatta realizzare e firmata da Giovanni Francesco Susini si trova oggi al Metropolitan Museum of Art di New York.
Un'altra copia in scala ridotta, questa volta prodotta in avorio da François Duquesnoy, è stata acquistata a Roma da John Evelyn nel 1640.
L'artista statunitense Barry X Ball ne ha prodotto una copia a grandezza naturale, direttamente dalla versione conservata al Louvre, realizzata in marmo nero del Belgio su una base in marmo di Carrara e che è stata completata nel 2010.

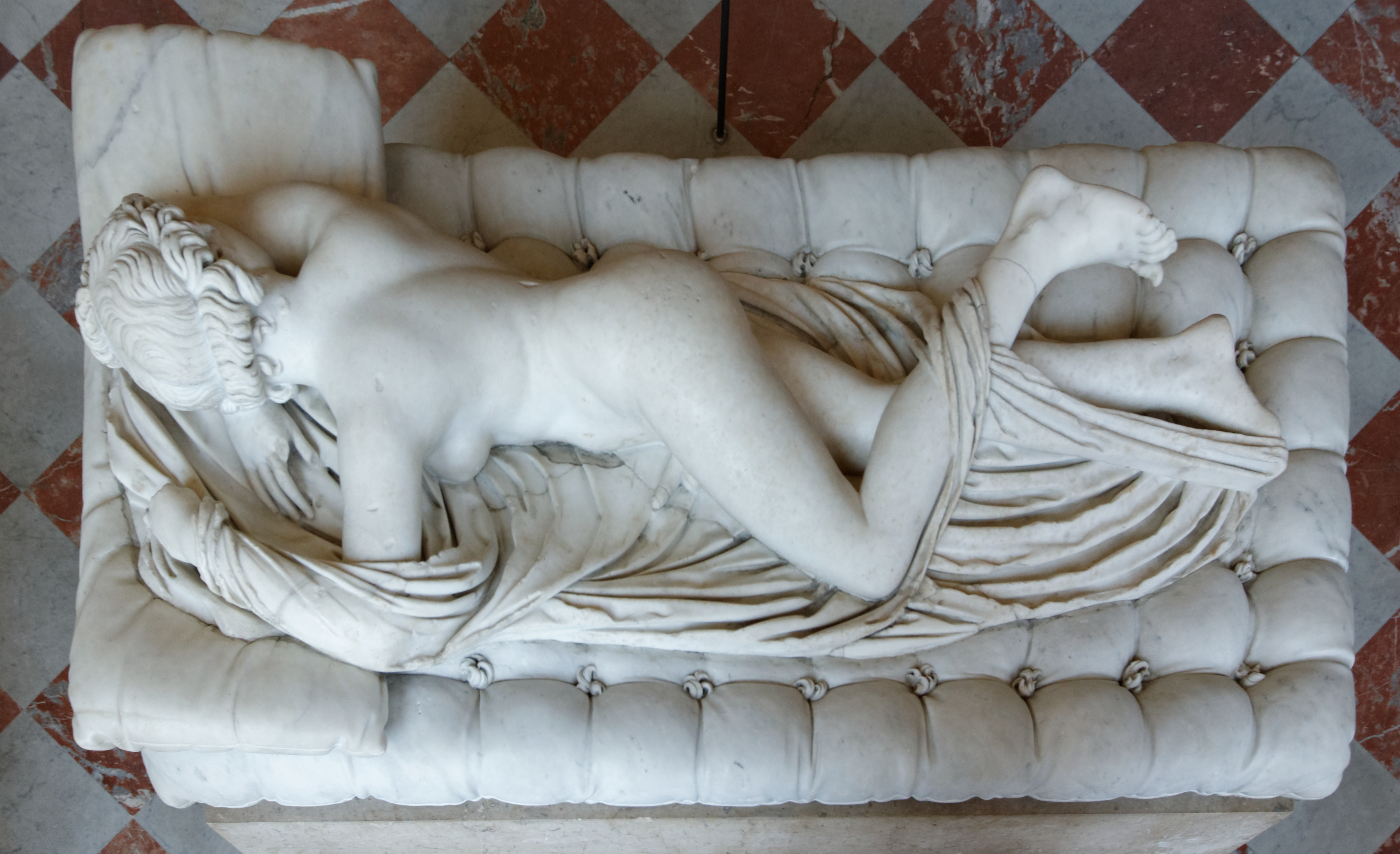
Vista dall'alto

## Note

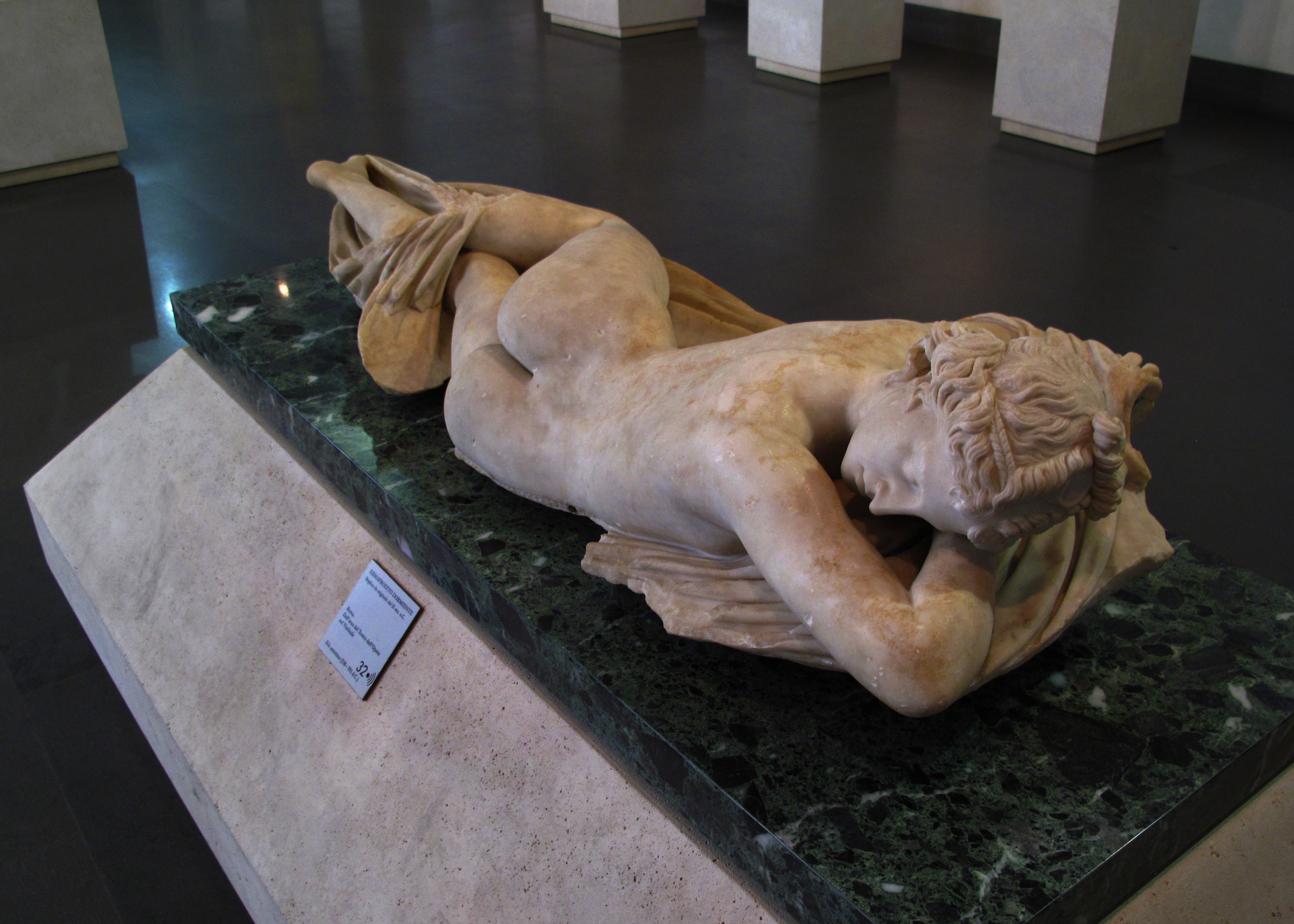
Una delle repliche al museo nazionale romano.

## Bibliografia

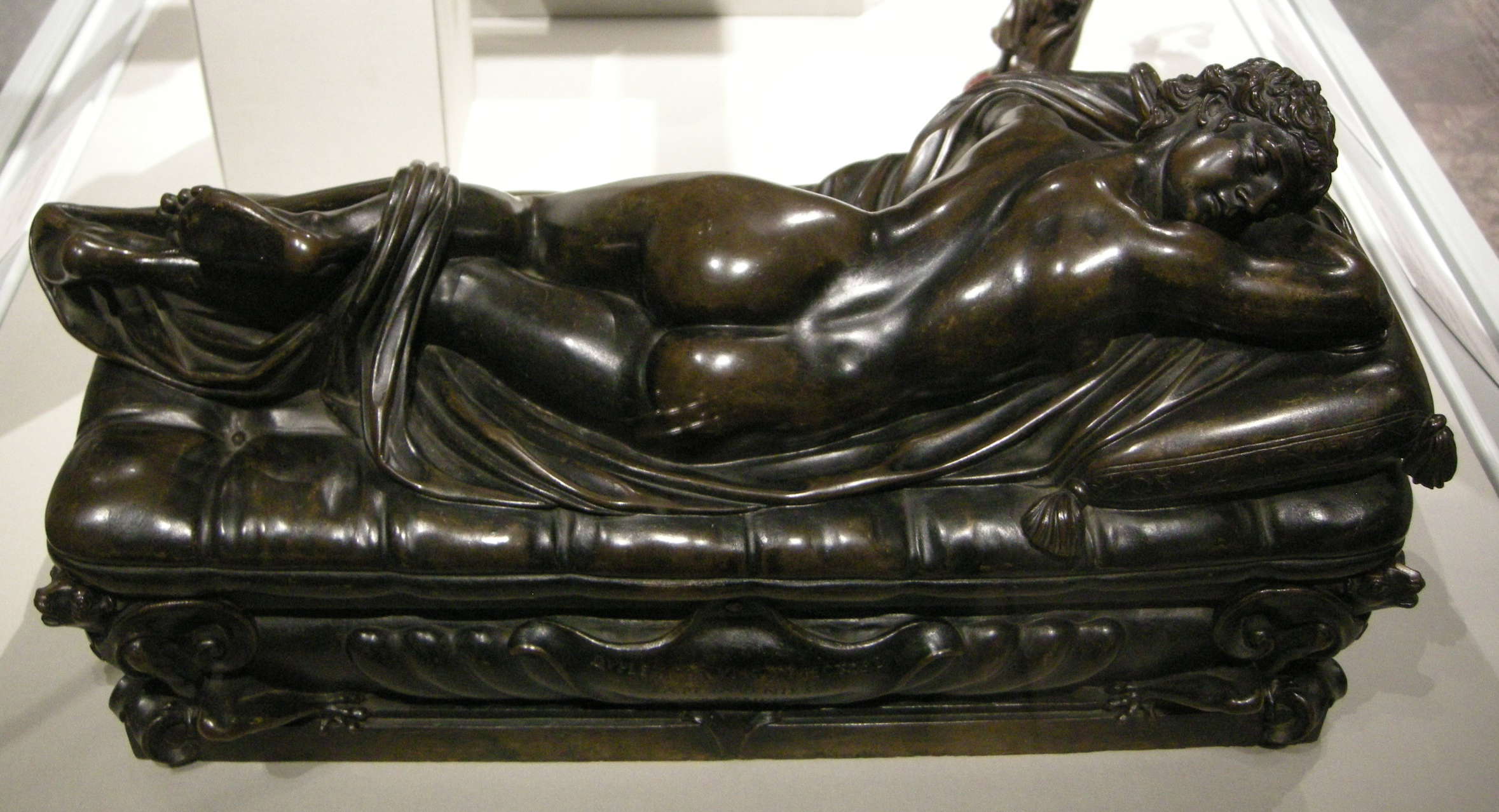
Copia in bronzo di Giovanni Francesco Susini

## La statua nella letteratura
Tra gli altri, fu fonte di ispirazione per il poeta inglese Algernon Swinburne, che gli dedicò una poesia, Hermaphroditus, del 1863. La statua e il suo mito ispirarono anche una lirica di Théophile Gautier Contralto, poesia a cui fa riferimento anche Oscar Wilde in un passo del romanzo Il ritratto di Dorian Gray.